# Ka-Tsu
Ka-Tsu − japoński transporter opancerzony z okresu II wojny światowej. Była to opancerzona amfibia przeznaczona do wykonywania desantów morskich przez japońską piechotę morską.